# Capparis cataphyllosa
Capparis cataphyllosa är en kaprisväxtart som beskrevs av M. Jacobs. Capparis cataphyllosa ingår i släktet Capparis och familjen kaprisväxter. Inga underarter finns listade i Catalogue of Life.